# Микуцкая, Клара Владиславовна
Клара Владиславовна Микуцкая — советский хозяйственный, государственный и политический деятель.

## Биография
Родилась в 1924 году. Член КПСС.
В 1958 — секретарь парткома одного из московских НИИ.
В 1962—1973 — секретарь, второй секретарь Ленинградского районного комитета КПСС города Москвы.
В 1973—1977 — председатель исполнительного комитета Ленинградского Совета депутатов трудящихся города Москвы.
В 1977—1986 — заведующий отделом, начальник Управления социального обеспечения исполнительного комитета Московского городского Совета депутатов трудящихся.
С 1986 — персональный пенсионер союзного значения.
Делегат XXV съезда КПСС.
Жила в Москве.

## Награды
- Орден Дружбы народов (14.11.1980)
- Орден Знак Почёта (1966)